# Gu Jiaming
Gu Jiaming (chinesisch 辜家明, * 1964) ist eine ehemalige Badmintonspielerin aus der Volksrepublik China.

## Karriere
Gu Jiaming gewann 1987 bei den Weltmeisterschaften Bronze im Dameneinzel. Ein Jahr später gewann sie die All England und den Uber Cup, die Weltmeisterschaft für Frauenmannschaften, mit dem chinesischen Team. Silber holte sie bei den inoffiziellen Asienmeisterschaften des Jahres 1987, dem Konica Cup in Singapur.

## Sportliche Erfolge
| Saison | Veranstaltung     | Disziplin   | Platz | Name       |
| ------ | ----------------- | ----------- | ----- | ---------- |
| 1987   | Weltmeisterschaft | Dameneinzel | 3     | Gu Jiaming |
| 1987   | Konica Cup        | Dameneinzel | 2     | Gu Jiaming |
| 1988   | All England       | Dameneinzel | 1     | Gu Jiaming |
| 1988   | Uber Cup          | Team        | 1     | China      |